# Priorat Sankt Wigberti
Beim Priorat Sankt Wigberti handelt es sich um ein ökumenisches Benediktinerkloster in der Form eines Priorats, das seit den 1970er Jahren in Werningshausen (Thüringen) aufgebaut wurde. Die Gemeinschaft lebt nach der Benediktsregel.

## Geschichte

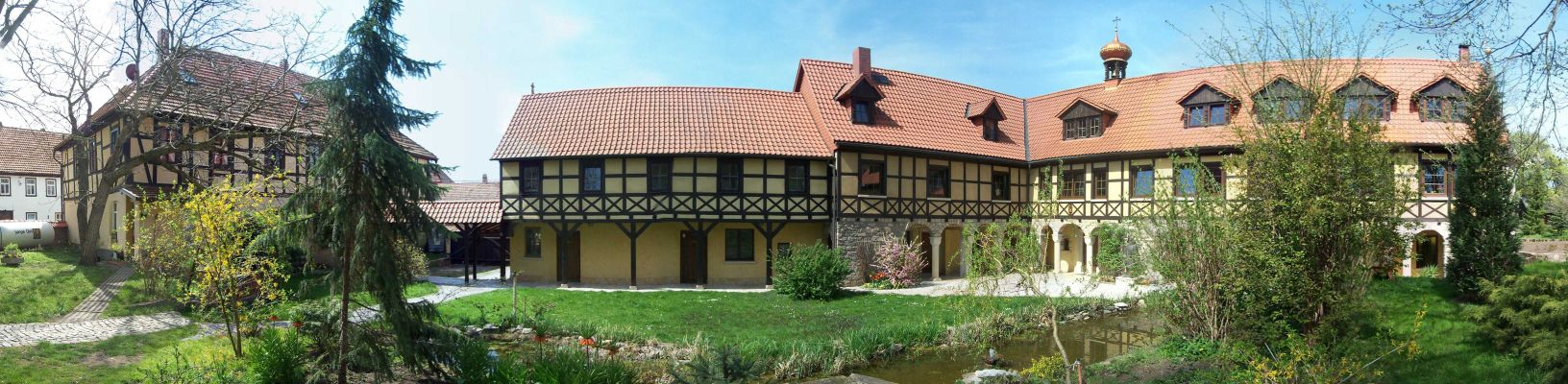
Klostergebäude

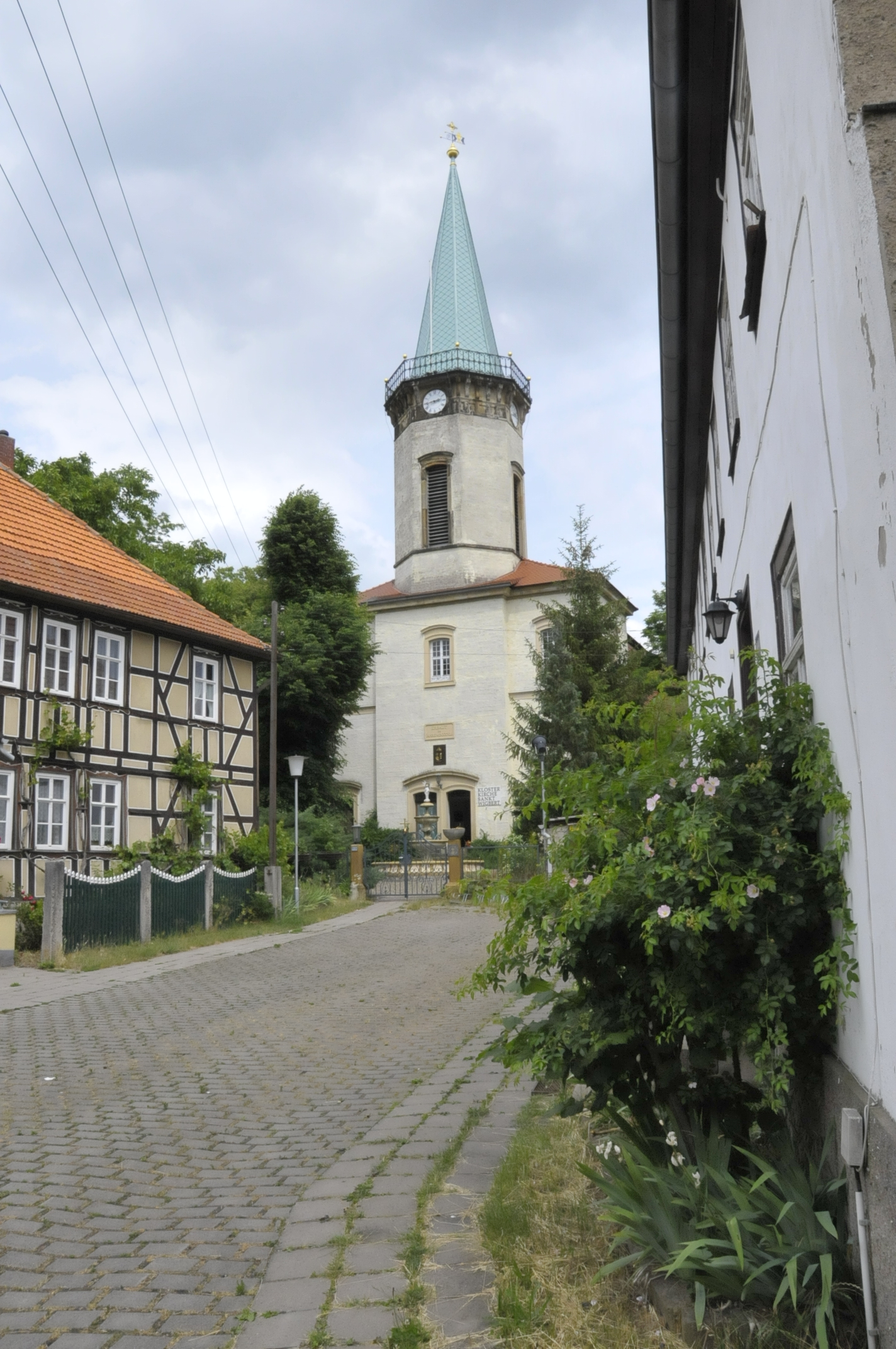
Dorfkirche

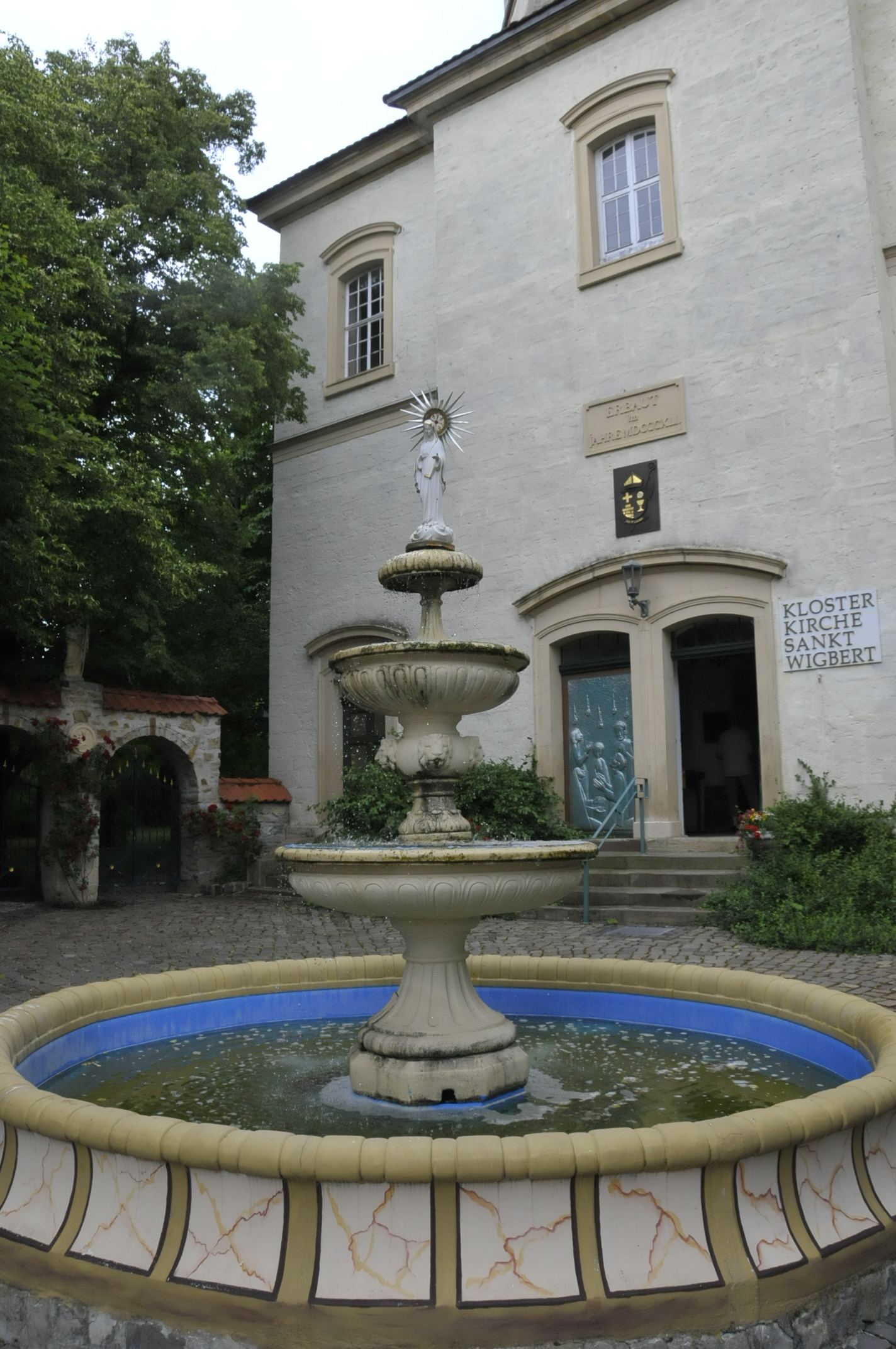
Marien-Brunnen vor der Dorfkirche

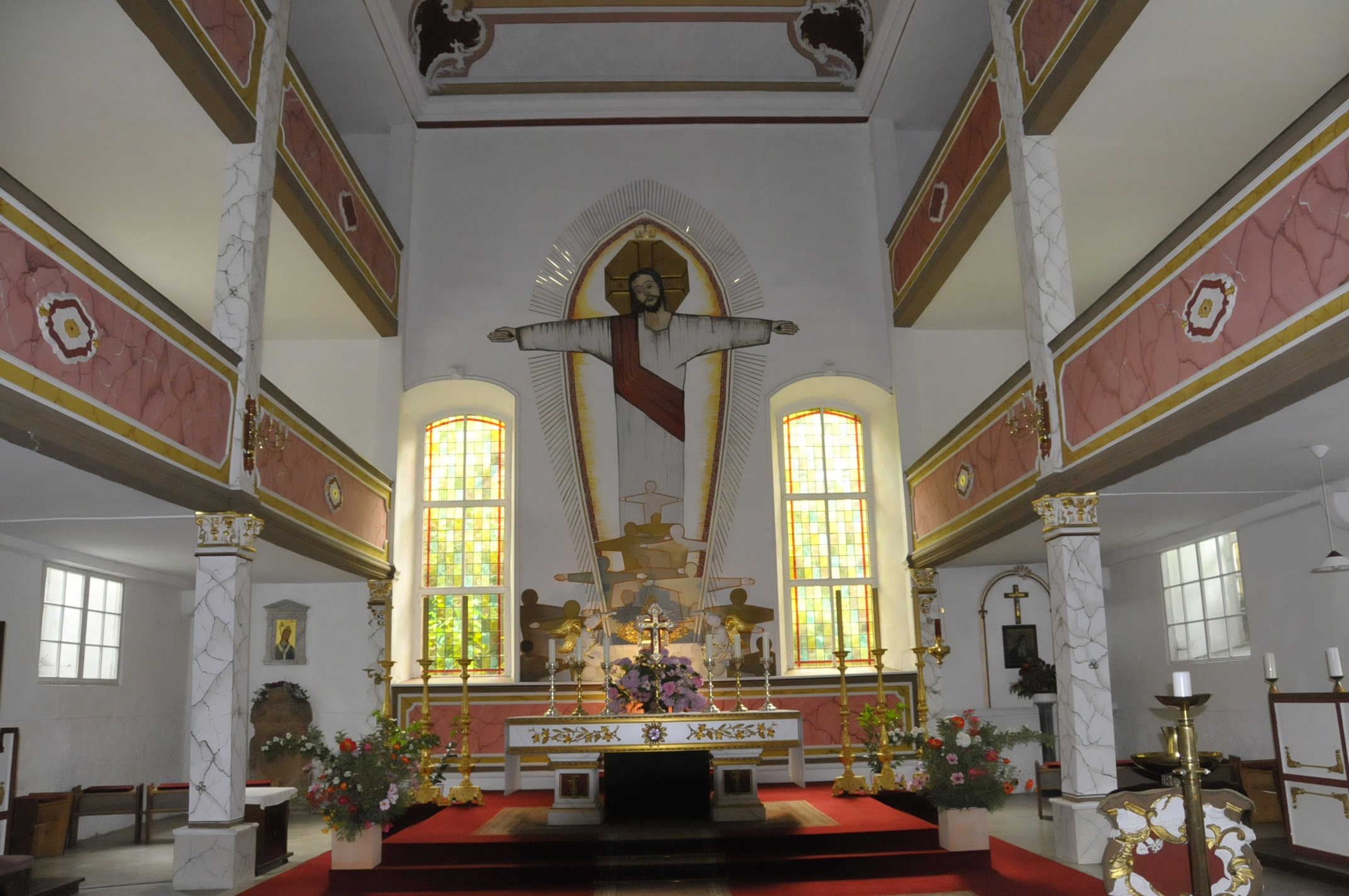
Inneres der Dorfkirche

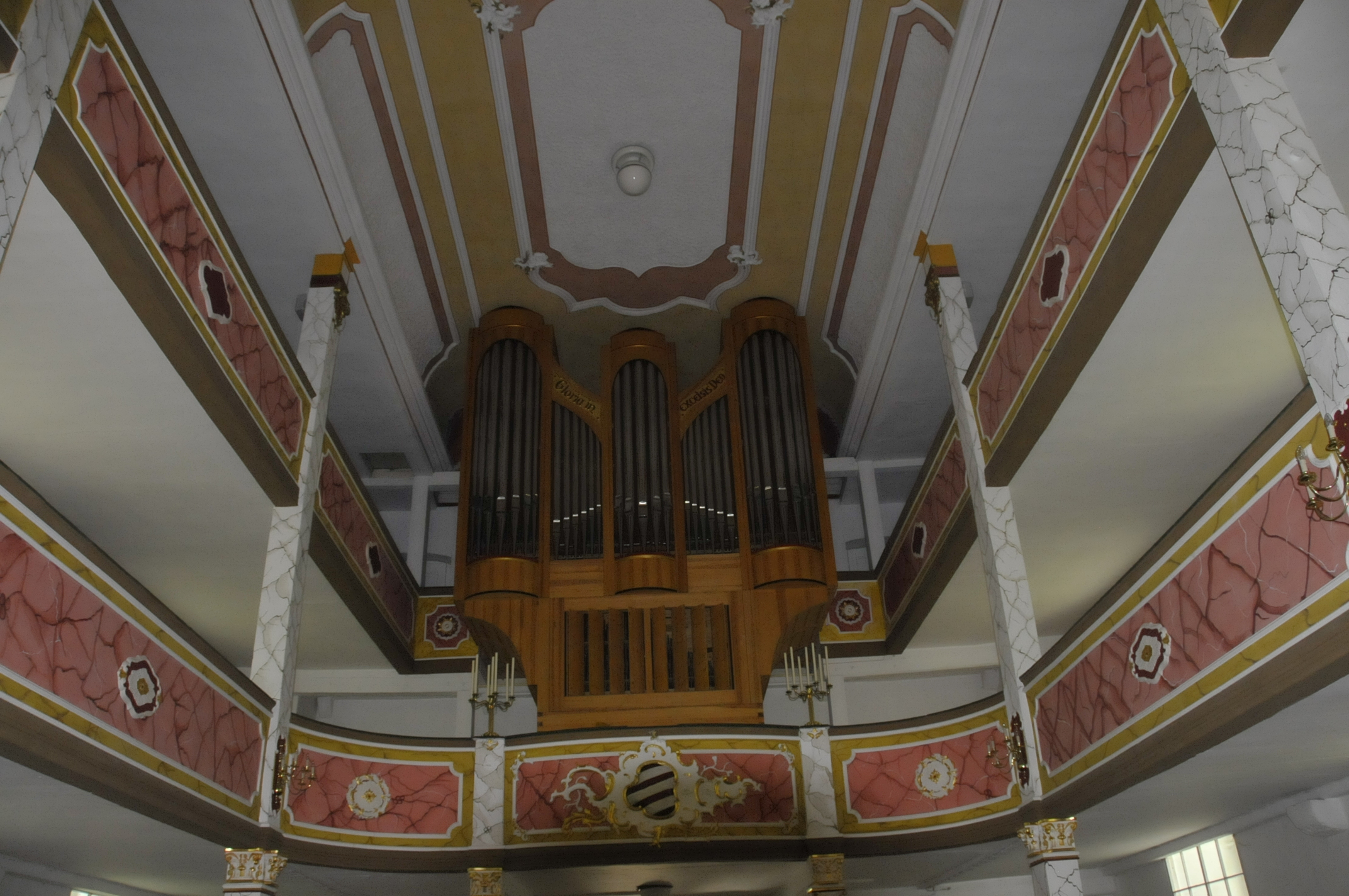
Orgelempore

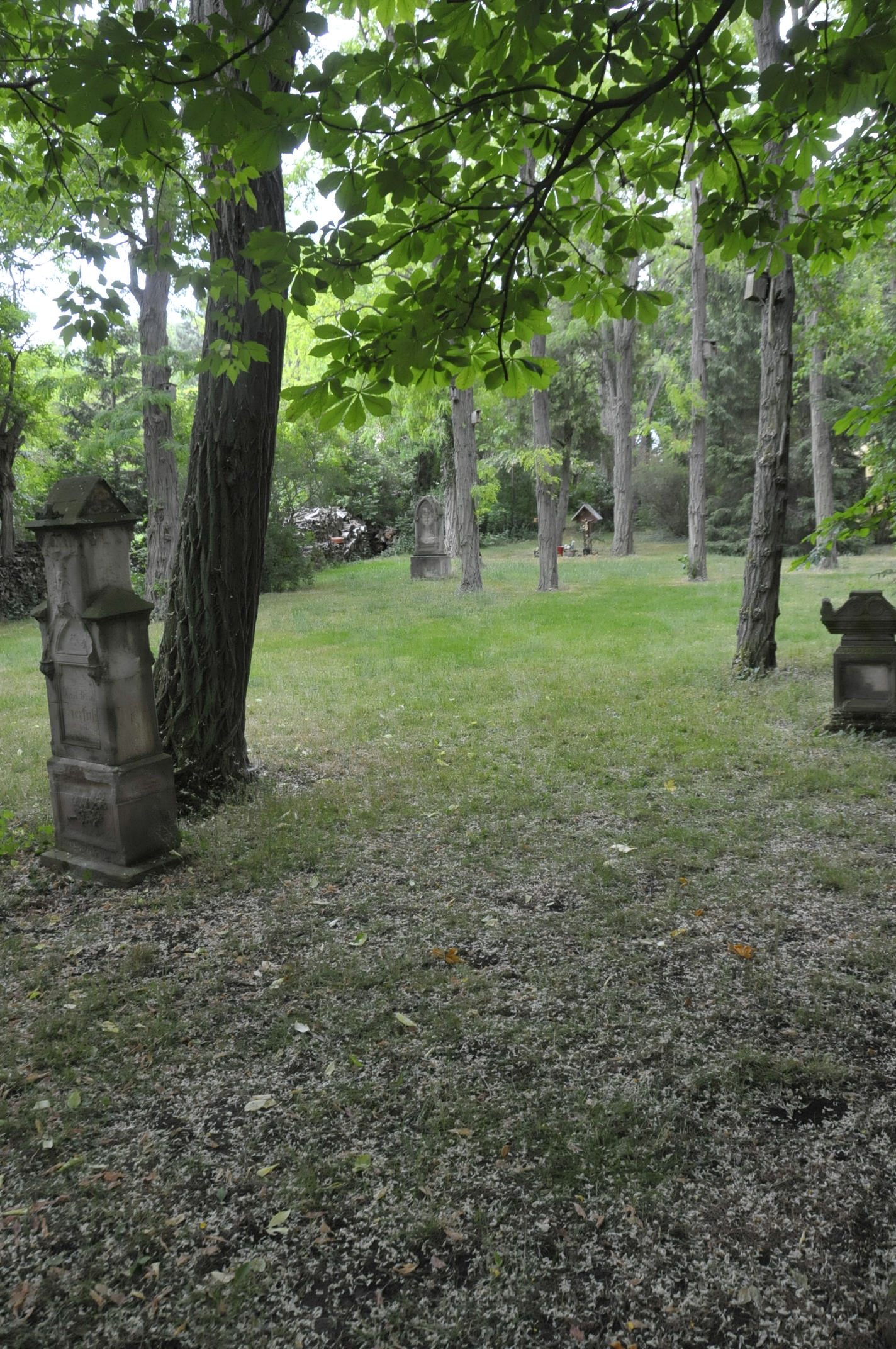
Friedhof

Das Kloster, das innerhalb der Evangelisch-Lutherischen Kirche in Thüringen gegründet wurde, trägt wie auch die Kirche den Namen des heiligen Wigbert. Zur Gemeinschaft gehören evangelische und römisch-katholische Männer. Zeitweise leben dort auch orthodoxe Brüder. Viermal am Tag wird das Stundengebet gebetet. 1987 wurden die Regel und der Orden von der Evangelisch-Lutherischen Kirche in Thüringen als erstes Benediktinerkloster nach der Reformation in Deutschland approbiert.
Prior des Klosters und ehemaliger lutherischer Ortspfarrer ist der aus Ostpreußen stammende Franz Schwarz. Er wurde im Zweiten Bildungsweg Pfarrer, nachdem er einen handwerklichen Beruf ausgeübt hatte. Er wählte Werningshausen aus drei ihm angebotenen Pfarrstellen aus, da Kirche und Pfarrhaus hier den desolatesten Eindruck auf ihn machten. Schwarz ist neben seinen geistlichen Aufgaben auch künstlerisch tätig.

## Geschichte der Dorfkirche
Die seit 1967 pfarrerlose und dem Verfall preisgegebene Dorfkirche St. Wigbert (Kirchenschiff von 1773–1776, Kirchturm von 1841) wurde ab 1973 von den Mönchen wiederaufgebaut, 1974 neu geweiht und dient als Pfarr- und Klosterkirche. Auf dem nicht mehr als Friedhof genutzten Kirchhof existieren auch eine Marienkapelle von 1984 und historische Grabsteine. Die Klostergebäude mit einem kleinen Oratorium wurden seit 1989 abschnittsweise errichtet. Das historische Pfarrhaus – in desolatem Zustand – war bereits in den 1970er Jahren von den Brüdern saniert worden. 1992 konnte unter starker Beteiligung der Bevölkerung feierlich der erste Bauabschnitt des Klosters eingeweiht werden. 2000 erfolgte die Weihe des zweiten Bauabschnitts. In der Marienkapelle beteten auch sowjetische Soldaten aus dem Hubschrauber-Stützpunkt in Haßleben, die allerdings nach einiger Zeit an die Staatssicherheit verraten wurden, das Kasernengelände nicht mehr verlassen durften und deren weiterer Verbleib unbekannt war. Diesem Ereignis sowie den ökumenischen Bestrebungen der Brüder wurde eine solche Bedeutung beigemessen, dass das Kloster auch einen kleinen Zwiebelturm erhielt, der an eine orthodoxe Kuppel erinnert. Im Jahr 2001 konnte das sechsstimmige Geläut der Kirche vollendet werden. Es gilt als „schönstes Geläut in Thüringen“.

## Zitate
„Sehr viel Schaden erlitt die Kirche zwischen 1967 und 1973, als die Pfarrstelle unbesetzt war. Viele historische Dokumente wurden vernichtet, die Kirche und das Pfarrhaus boten einen jämmerlichen und verlassenen Anblick. Das änderte sich 1973, als mit dem Einzug der ersten drei Brüder in das Pfarrhaus auch die Renovierung der Kirche begann. […] Werningshausen hat durch die Neugründung des Klosters zweifellos an Anziehungskraft gewonnen. Es war ein steiniger und beschwerlicher Weg, denn hier stand die Kirche und das Pfarrhaus 1973 dem Abriß näher als dem Wiederaufbau.“

Die Brüder beteiligten sich in 27 Jahren auch am Wiederaufbau von 29 anderen Gotteshäusern, die zum großen Teil in desolatem Zustand waren.